# Sciurus brasiliensis
Sciurus brasiliensis — вид гризунів з родини вивіркових. Країни проживання: Бразилія, Парагвай, Аргентина.

## Таксономічні примітки
Вид було запропоновано перемістити до роду Guerlinguetus, але це питання потребує подальшого розслідування.